# Bellister
Bellister var en civil parish 1866–1955 när det uppgick i Featherstone, i grevskapet Northumberland i England. Civil parish var belägen 2 km från Haltwhistle och hade 75 invånare år 1951.